# Kristin Boese

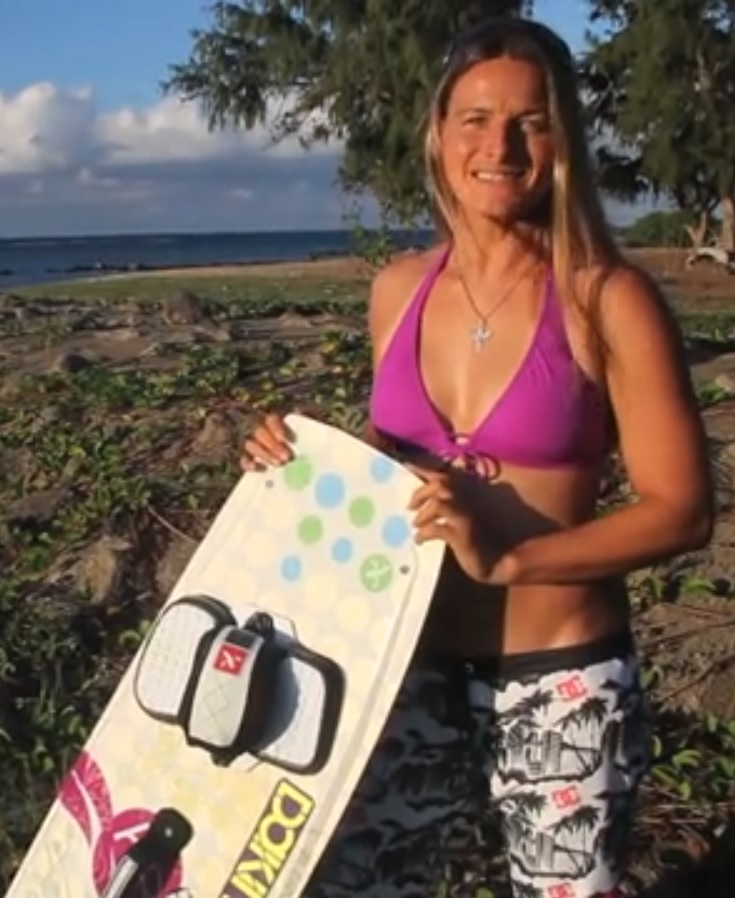
Kristin Boese, 2011

Kristin Boese (* 1. Juni 1977 in Potsdam) ist eine deutsche Kitesurferin und mehrfache Weltmeisterin (2005, 2006, 2007, 2008, 2009).

## Werdegang
In ihrer Jugend war Boese als Handballerin aktiv. 1998 begann sie mit Windsurfen.
Sie begann 2002 mit dem Kitesurfen und startete 2004 eine professionelle Laufbahn als Kitesurferin.
2005 gewann sie den ersten Weltmeistertitel bei der Professional Kiteboard Riders Association (PKRA) und konnte diesen Titel im Jahr 2006 verteidigen.
2007 wechselte sie dann zur „Kiteboard Pro World Tour“ (KPWT) und wurde dort Gesamtweltmeisterin sowie Weltmeisterin im Kursrennen und Wave. Im September 2007 erschienen Fotos von ihr in der deutschen Ausgabe des Männermagazins Playboy.
2008 wurde sie in der Publikumswahl zur „Besten Kitesurferin des Jahres“ der Action Sports Awards gewählt.
2009 startete sie für die „International Kiteboarding Association“ (IKA). Boese setzt sich auch ein für eine Aufnahme von Kitesurf in das Programm der Olympischen Spiele 2016 in Rio de Janeiro.
2013 wurde sie als FAZ Female Athlete of the year ausgezeichnet.
2014 ließ sie sich mit ihrem Partner Sky Solbach in Maui (Hawaii) nieder.

## Sportliche Erfolge
| Jahr | Rang | Wettbewerb               | Austragungsort   | Disziplin    | Bemerkung                           |
| ---- | ---- | ------------------------ | ---------------- | ------------ | ----------------------------------- |
| 2012 | 3    | Kite Surf World Cup      | Sylt             |              |                                     |
| 2012 | 2    | World Championships      | St. Peter-Ording | Airstyle     | Zweite hinter Gisela Pulido         |
| 2011 | 2    | IKA World Championships  |                  | Kite Cross   |                                     |
| 2011 | 3    | IKA World Championships  |                  | Waveriding   | hinter der Portugiesin Ines Correia |
| 2010 | 6    | IKA World Championships  |                  | Kursrennen   |                                     |
| 2009 | 1    | IKA Championships        |                  | Kursrennen   |                                     |
| 2008 | 1    | KPWT World Championships |                  | Kursrennen   |                                     |
| 2007 | 1    | KPWT World Championships |                  | Wave         |                                     |
| 2007 | 1    | KPWT World Championships |                  | Kursrennen   |                                     |
| 2007 | 1    | PKRA World Championships |                  | Boardercross |                                     |
| 2006 | 1    | PKRA World Championships |                  | Slider       |                                     |
| 2006 | 1    | PKRA World Championships |                  | Freestyle    |                                     |
| 2005 | 1    | PKRA World Championships |                  | Freestyle    |                                     |
| 2004 | 2    | PKRA World Championships |                  | Freestyle    | Kitesurf-Vize-Weltmeisterin         |

## Veröffentlichungen
- Kitesurfen mit Kristin Boese – Das Trainingsprogramm der Weltmeisterin – Christian Spreckels / Kristin Boese (ISBN 978-3613505339)
- Wavekiting mit Kristin Boese: Das Trainingsprogramm der Weltmeisterin – (erscheint im Oktober 2008), Autor: Christian Spreckels (ISBN 978-3613505810)